# Cucullia eugrapha
Cucullia eugrapha là một loài bướm đêm trong họ Noctuidae.